# Percy Alexander MacMahon
Percy Alexander MacMahon (Sliema, 26 de setembro de 1854 — Bognor Regis, 25 de dezembro de 1929) foi um matemático britânico.

## Obras
- Combinatory Analysis, 2 volumes, Cambridge University Press, 1915/1916, Chelsea 1960, Dover 2004
- An introduction to combinatory analysis, Cambridge University Press 1920
- New mathematical pastimes, Cambridge University Press 1921, 1930, neu aufgelegt 2004
- George Andrews (Herausgeber): Collected Papers, MIT Press 1978
- George Andrews (Herausgeber): Number Theory, Invariants and Applications, MIT Press 1986